# Chilocarpus pubescens
Chilocarpus pubescens är en oleanderväxtart som beskrevs av D.J.Middleton. Chilocarpus pubescens ingår i släktet Chilocarpus och familjen oleanderväxter. Inga underarter finns listade i Catalogue of Life.